# Brug 702
Brug 702 is een kunstwerk in Amsterdam Nieuw-West.
Deze brug ligt over een duiker die onder de Cornelis Lelylaan ligt. Die duiker ligt in een gracht ten westen van de ringspoorbaan waarop het Station Amsterdam Lelylaan ligt. Toen de duiker werd gebouwd in het begin van de jaren zestig was er alleen een dijklichaam voor de toekomstige spoorlijn.
De bouwwerken werden ontworpen door Dirk Sterenberg van de Dienst der Publieke Werken. Zijn architectonische handtekening is terug te vinden in de brugleuningen, die een strak geometrisch uiterlijk meekregen. Het is bekend dat Sterenberg veelvuldig samenwerkte met Herman van der Heide, vooralsnog is onbekend wie de ontwerper van de leuningen is. 
Totdat de bouw van de duiker in 1961 lag er ter plaatse  een dam in de gracht. Het wegdek van de Cornelis Lelylaan lag toen nog in het midden waar bij de bouw van Station Amsterdam Lelylaan op de plaats waar later de hoofdingang van het station kwam te liggen. De duiker is circa 65 meter lang. Over die duiker liggen in 2018 (van noord naar zuid) een voetpad, een fietspad (twee richtingen), een stoepje, twee rijstroken naar het westen, een middenberm waarin de tramrails (twee richtingen) liggen, twee rijstroken naar het oosten, een fietspad (twee richtingen), een stoepje en een voetpad.

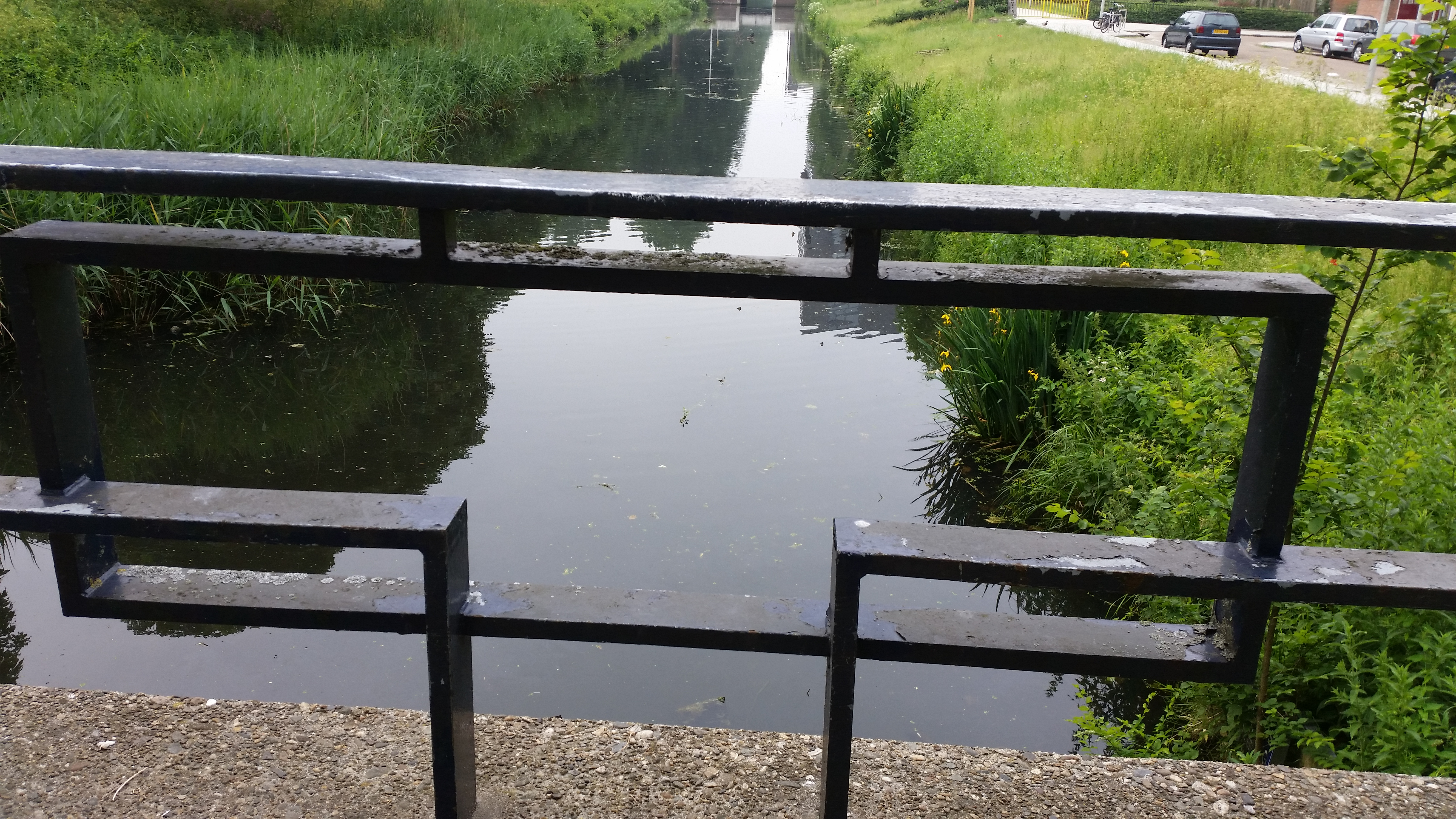
Detail van de leuning (juni 2018)

<<< · 700 · 701 · 702 · 703 · 704 · 705 · 706 · 707 · 708 · 709 · 710 · 711 · 712 · 713 · 714 · 715 · 716 · 717 · 718 · 719 · 720 · 721 · 722 · 725 · 726 · 729 · 730-738 · 739 · 740 · 741 · 742 · 743 · 744 · 745 · 746 · 747 · 748 · 749 · 751 · 752 · 753 · 754 · 755 · 756 · 757 · 758 · 759 · 760 · 761 · 762 · 763 · 764 · 765 · 766 · 767 · 768 · 769 · 770 · 771 · 772 · 773 · 775 · 776 · 777 · 778 · 779 · 780 · 781 · 782 · 783 · 784 · 786 · 787 · 788 · 789 · 790 · 791 · 792 · 793 · 794 · 795 · 797 · >>>
Brugnummers  723, 724, 727, 728, 750, 774, 785, 796 (niet gerealiseerde brug over de Slotervaart), 798 en 799 zijn niet vergeven.